# Veguillas de la Sierra
Veguillas de la Sierra is een gemeente in de Spaanse provincie Teruel in de regio Aragón met een oppervlakte van 13,67 km². Veguillas de la Sierra telt 19 inwoners (1 januari 2016).

## Demografische ontwikkeling
Bron: INE, 1857-2011: volkstellingen
Opm.: Tot 1845 behoorde Veguillas de la Sierra tot de gemeente El Cuervo